# Персидско-византийская война (420—422)
Персидско-византийская война (420—422) — война между Восточной Римской империей и Сасанидами, длившаяся с 420 по 422 год и закончившаяся подписанием мира с сохранением статус-кво. Первая война между Сасанидами и Византией.

## Причины конфликта
Непосредственными причинами конфликта являлись сложные внутриполитические дела в обеих империях. Особенно напряжённой была обстановка в Персии, где веротерпимость царя Йездигерда I вызывала большое недовольство зороастрийских священников, считавших, что во всем сасанидском государстве должна была существовать только зороастрийская религия. Несколько схожей была ситуация в соседней Византии, где сестра императора Феодосия Пульхерия стремилась упорно защищать христианскую религию и бороться с иноверцами. Также причинами к конфликту (по Сократу Схоластику) являлись обиды римским купцам от персов, невыдача римлянами беглых персидских христиан и невозвращение персами арендованных золотокопателей.
Поводом к войне явилось то, что в 420 году в связи с уничтожением святилища огня христианским священником из Хормиздардашира и отказом местной христианской общины оплатить его восстановление, в Персии начались массовые репрессии христиан (новый царь Бахрам V был ярым сторонником зороастризма). Византия, естественно, не могла потерять поддержку христиан и объявила Персии войну.

## Ход войны
Относительно начала войны у историков нет единого мнения. Так, по рассказу Мовсеса Хоренаци, персы во главе с Бахрамом V месяц осаждали Феодосиополь, а согласно Сократу Схоластику, византийцы под руководством Ардавура вторглись и разорили Азазину, а также осадили Нисибис и вторглись в Северную Месопотамию. В любом случае, война складывалась в пользу византийцев, однако вторжение гуннов во Фракию в 422 году вынудило Византию заключить мир с Персией на менее выгодных условиях, чем предполагалось ранее.

## Итоги войны
Сам мирный договор не сохранился, однако можно считать, что его основой были религиозные акты, постановившие прекратить в Персии преследования христиан, а в Византии — зороастрийцев. Также следует отметить выделение персидской христианской общины из-под византийского главенства в самостоятельную церковную организацию (424 год) в целях избежания конфликта с персидской властью (гонения на христиан при Бахраме V и его сыне Йездигерде II были гораздо меньше, чем при Шапуре II). Но главным результатом мирного договора стала длительная стабилизация отношений между двумя империями: мир, заключённый в 422 году, сохранялся 80 лет (кратковременный конфликт в 440 или 441 году, когда, воспользовавшись тем, что Византийская империя подверглась одновременному вторжению гуннов Аттилы и вандалов Гейзериха, Йездигерд II вторгся в римскую Армению, не ухудшил положения христиан в Персии и не осложнил отношения между Византией и Персией) до 502 года, пока не восстановившая свои силы Персия (была ослаблена войнами с Арменией в середине и конце V века (450—451 и 481—484) не начала проявлять агрессию в пограничных византийских провинциях и не развязала новую войну.